# Incidences de la religion dans le transport aérien
Les incidences de la religion dans le transport aérien, intérieur ou international, se manifestent lorsque les règles et contraintes de ce mode de transport entrent en conflit avec les prescriptions et interdits des diverses religions de plus en plus présentes dans les entreprises de transport aérien comme l'illustrent nombre de cas rapportés par les médias. Ces incidences concernent non plus seulement la religion chrétienne, autrefois dominante dans le fait religieux en entreprise, mais aussi, de plus en plus, la religion musulmane, le judaïsme ultra-orthodoxe, l'hindouisme, le sikhisme et le jaïnisme. Elles varient en fonction de la nature des exigences propres à chaque confession. Les gestionnaires des ressources humaines des compagnies aériennes, qui doivent gérer les effets organisationnels ou humains de cette diversité religieuse croissante, s'efforcent, non sans difficultés, d'apporter des solutions en suivant les préconisations de sécurité publique et les règlements ou recommandations établis par diverses autorités (Association internationale du transport aérien, services frontaliers, etc.) ou en réagissant au cas par cas tout en maintenant leur éthique de respect et de service à la clientèle.

## Droit de manifester ses croyances religieuses

### France
En France, l'État étant laïc, le principe de neutralité du service public s'oppose à ce que ses agents disposent, dans le cadre de ce service, du droit de manifester leur appartenance à une religion, notamment en portant un signe religieux. Cependant, ce principe ne s'applique pas à l'entreprise privée, laquelle échappe à la laïcité, si bien qu'un salarié du privé a tout à fait le droit de porter un signe religieux ou de demander ses congés au moment des fêtes religieuses. En contrepartie, l'employeur a le droit de restreindre ou d'interdire cet usage si cela perturbe le service et nuit à ses activités commerciales.

### Europe
Pour la Cour européenne des droits de l'homme (CEDH), le port de signes religieux par le personnel de bord est un droit légitime, sauf en cas de problème de sécurité ou d'hygiène :  « si la liberté religieuse doit s’appliquer sur le lieu de travail, elle peut être restreinte pour protéger le droit des autres », en d'autres termes la liberté des uns s'arrête là où commence celle des autres.

### Royaume-Uni
En raison d'une législation anti-discriminatoire des plus étendues, le Royaume-Uni passe aux yeux du monde pour une nation tolérante où tout un chacun, dans des limites raisonnables, peut jouir de la liberté de religion ou de croyance et être protégé par la loi contre toute discrimination. Cette protection, toutefois, n'est assurée que dans la mesure où elle n'empiète pas sur les droits, les libertés et la dignité d'autrui.

## Incidences de la religion chrétienne
Historiquement, la religion chrétienne a été dominante dans les transports aériens mais aussi en amont dans les rituels liés à la mise en service des appareils aériens. Ainsi, avant la généralisation des voyages en avion, et encore parfois aujourd’hui, il existe des bénédictions d’avions, par mimétisme avec la bénédiction des bateaux,,,. De même, la flotte d’ambulances aériennes dans certains pays comme l'Allemagne a été baptisée du nom de Saint Christophe, le saint patron des voyageurs.
Les transporteurs aériens, confrontés à la diversité des appartenances religieuses de leurs passagers, doivent s'y adapter. Ainsi, en 2012, Alaska Airlines a discontinué la remise de cartes de prière à ses clients lors de la distribution des repas. Cette tradition, inaugurée dans les années 1970 sur tous les vols de la compagnie, puis limitée à partir de 2006 aux voyageurs de première classe, suscitait plus de plaintes que de compliments. Alaska Airlines déclare avoir pris cette décision pour tenir compte de la diversité des croyances religieuses et des attitudes culturelles rencontrées désormais chez ses passagers.

### Évitement des déplacements en avion
Certaines communautés religieuses d'obédience chrétienne, comme les Amish, ont traditionnellement préféré les voyages terrestres (en voiture, train et autobus) et maritimes aux transports aériens. Toutefois, les églises du Nouvel Ordre amish tendent à être moins rigoristes en matière de voyages en avion. En situation d'urgence (accident de la route, urgence médicale), la plupart des communautés amish acceptent le transport des blessés et des malades par hélicoptère.

### La question des signes religieux
En 2013, la Cour européenne des droits de l'homme a statué en faveur du droit du port de signe religieux par le personnel de bord, sauf en cas de problème de sécurité ou d'hygiène. Elle a en effet condamné les tribunaux britanniques qui avaient débouté Nadia Eweida, une hôtesse de l'air de la compagnie nationale British Airways, dans ses recours après une mise à pied en 2006 pour port de croix chrétienne pendant les heures de travail (en 2007, le port visible de la croix chrétienne et de l'étoile de David ayant été finalement autorisé par la compagnie, la jeune femme y avait repris son travail). La CEDH explique que les tribunaux « n’ont pas ménagé un juste équilibre entre le désir de la plaignante de manifester sa foi et la volonté de la compagnie d’imposer un code vestimentaire » afin de véhiculer une certaine image de marque. Elle souligne qu’à la même époque, des employés pouvaient porter un foulard islamique ou un turban sikh. La CEDH a cependant reconnu que « si la liberté religieuse doit s’appliquer sur le lieu de travail, elle peut être restreinte pour protéger le droit des autres »,,.

### La question du « Ravissement »
Il existe une rumeur selon laquelle certaines compagnies aériennes comme American Airlines ne placeraient pas dans le cockpit un pilote et un copilote qui soient tous les deux chrétiens au cas où se produirait le Ravissement, ou transport des chrétiens au ciel, pour y retrouver le Christ : il resterait ainsi un pilote non chrétien pour amener les passagers à bon port. Cette rumeur, rencontrée dans certains groupes de chrétiens fondamentalistes, est démentie par American Airlines et l'agence fédérale de l'aviation des États-Unis.

## Incidences de la religion musulmane

### La question de la prière
Même lorsqu'ils voyagent en avion, les musulmans sont tenus de prier cinq fois par jour, à des moments précis de la journée et en se tournant vers la Mecque. Ainsi, lors de la traversée de plusieurs fuseaux horaires, il leur faut savoir quand dire la prière de midi. Une société de Singapour propose une application qui établit l'horaire des prières. Le passager saisit les données de départ et d'arrivée ainsi que divers paramètres, dont l'altitude de croisière. En fonction de la trajectoire de vol, l'application indique alors à quel moment le fidèle doit prier et dans quelle direction se trouve La Mecque.
Cette question de la prière a des incidences sur les installations mises à disposition par les aéroports telles que des salles de prière.

### La question vestimentaire
Toutes les compagnies aériennes sont tenues de respecter les lois des pays où elles opèrent. Lorsqu'un de leurs avions atterrit dans un pays où le voile est obligatoire, les compagnies aériennes occidentales demandent à leurs hôtesses de revêtir celui-ci. Cela est obligatoire notamment en Arabie séoudite où, à la sortie de l'aéroport (et non pas de l'avion), les hôtesses sont tenues de porter le voile et l’abaya, robe couvrant tout le corps, sauf le visage, les mains et les pieds.
En Iran, le voile est obligatoire depuis 1979 sous peine d'amende. Quand, en avril 2016, Air France rétablit sa liaison Paris-Téhéran, elle enjoint à son personnel féminin de porter le foulard et un pantalon et une tunique longue à la sortie des avions. Alertés de ce qu'ils qualifient d'atteinte à la liberté individuelle, les syndicats souhaitent que les hôtesses puissent, sans sanction, refuser la mission. Le Ministère du droit des femmes est saisi,. Le 4 avril, le nouveau directeur des ressources humaines d'Air France décide d'instaurer un régime d'exception sur la ligne Paris-Téhéran. Les hôtesses pourront refuser la mission si elles ne veulent pas porter de voile. Ce refus « sans sanction » a déjà été appliqué à Conakry pendant l'épidémie d'Ebola et à Fukushima après la catastrophe nucléaire,.
En 2015, une hôtesse travaillant pour la compagnie américaine ExpressJet et convertie à la religion musulmane un mois après sa prise de fonction, déclare avoir été suspendue pour avoir refusé de servir de l'alcool aux passagers mais, selon la compagnie, elle a été licenciée après avoir été mise en congé administratif pour une durée de 12 mois à la suite de la plainte d'une collègue relative à son port du foulard islamique. La loi américaine fait obligation à l'employeur de tenir compte, dans les limites du raisonnable, des croyances et pratiques de ses employés sauf si celles-ci représentent davantage qu'une charge minime pour l'employeur,.
En 2012, à la douane de l'aéroport Roissy-Charles-de-Gaulle, trois femmes en niqab, débarquant d'un vol de la compagnie Qatar Airways en provenance de Doha, ont été interdites d'entrée en France car elles refusaient de montrer leur visage aux fonctionnaires de la police aux frontières, lesquels n'ont pu vérifier si celui-ci correspondait à la photo d'identité de leur passeport. Sans incident, les trois femmes sont rentrées au Qatar par un vol le soir même. Pour la police aux frontières, il ne s'agit aucunement de discrimination.
En avril 2013, Turkish Airlines interdit à ses hôtesses de porter du rouge à lèvres et du vernis à ongles. À la suite des plaintes émises par de nombreuses Turques sur les réseaux sociaux, la mesure est rapportée et son auteur démis par sa hiérarchie. L'initiative venait après l'introduction d'uniformes féminins serrés au cou et cachant bras et jambes, l'interdiction des tatouages et des cheveux colorés en blond ou en roux.
Lancée en décembre 2015, la compagnie aérienne malaisienne Rayani Air se disait la première à être « compatible avec la charia ». Respectant les préceptes de la loi islamique, elle proposait des repas halal uniquement, interdisait la consommation d'alcool, imposait voile et vêtements larges au personnel féminin et un code vestimentaire aux non-musulmans. Des prières étaient également possibles pendant les trajets. Le projet, selon les responsables de Rayani Air, avait été validé par les autorités religieuses compétentes. La compagnie a toutefois été interdite en juin 2016 par la Malaisie, mais « pour infraction aux règles de sécurité »,.

### La question du jeûne
Chaque année, la compagnie marocaine Royal Air Maroc recommande à ses pilotes, stewards, hôtesses et chef de cabine de ne pas jeûner dans l'exercice de leurs fonctions, ces dernières requérant une présence d'esprit sans faille. Cependant, il ne s'agit aucunement d'une interdiction, les employés étant libres de jeûner. Une fatwa serait en cours d'étude pour éclaircir le point.

### Le refus de servir de l'alcool
En août 2016, une hôtesse de la compagnie Expressjet de Détroit déclare avoir été sanctionnée pour refus de servir de l'alcool aux passagers (cf. supra, « La question vestimentaire »).

## Incidences du judaïsme ultra-orthodoxe

### Exigences en matière de places assises
Un défi auquel les compagnies aériennes doivent faire face est celui de trouver une solution au refus de certains juifs ultra-orthodoxes de s'asseoir à côté d'une femme qui n'est pas leur épouse ou membre de leur famille. Les communautés ultra-orthodoxes israéliennes ont déjà milité pour la ségrégation des sexes dans les transports en commun et dans les espaces publics.
Le 30 septembre 2013, sur un vol Paris-Tel Aviv de la compagnie Air France, des juifs orthodoxes refusent de s'asseoir à côté d'une femme. Au bout d'une demi-heure de négociations avec un steward, la passagère accepte finalement de changer de place et l'avion peut décoller.
En 2014, la situation se reproduit à New York sur un vol New York-Tel Aviv de la compagnie israélienne El Al. Cette fois, les passagères refusent de céder leurs sièges si bien que les ultra-orthodoxes, après avoir consenti à s'asseoir le temps que l'avion décolle, restent debout dans l'allée centrale qu'ils occupent et bloquent jusqu'à l'atterrissage,.
À la suite d'un incident similaire, la passagère ayant cédé sa place, une ancienne avocate âgée de 81 ans, a porté plainte contre El Al pour discrimination entre les passagers, en faisant valoir qu'un savant éminent, le rabbin Moshe Feinstein, déclare qu'il est permis à un juif de s'asseoir à côté d'une femme dans le métro ou dans un autobus tant qu'il n'y a pas d'intention de retirer un quelconque plaisir sexuel d'un contact accidentel.
Si la répétition de ces incidents se traduit par une foule de complications logistiques pour El AL, la compagnie déclare toutefois ne pas avoir de politique officielle en ce qui concerne les exigences religieuses en matière de places assises ni l'intention d'en instaurer une.

### Exigences en matière de protection contre l'impureté rituelle
Selon une interprétation de la halakha – corpus évolutif des lois et commentaires qui régissent la vie quotidienne des juifs –, il est interdit aux cohanim (pluriel de cohen) de marcher dans un cimetière juif ou de voler en avion au-dessus de celui-ci.
En 2013, dans un avion de la compagnie El Al dont la trajectoire de vol survolait un cimetière, un cohen s'est entièrement emballé dans un sac plastique devant lui permettre de rester rituellement pur alors qu'en 2001, la compagnie israélienne avait annoncé l'interdiction de cette pratique pour des raisons de sécurité de vol,. Ce rituel pose en effet un problème de sécurité : difficulté pour le pratiquant à atteindre le masque à oxygène en cas de problème dans l'avion, impossibilité pour lui d'évacuer l'avion rapidement d'où gêne causée aux personnes assises à côté.

## Incidences de l'hindouisme
Le sadhu ou ascète hindou ne doit pas avoir de contacts avec les femmes.
En 2014, l'agence des services frontaliers du Canada à l'aéroport de Toronto a fait droit à la demande d'un petit groupe de sadhus de ne pas être fouillés par des agents féminins, ce qui a provoqué l'indignation de ces dernières. Elles ont fait valoir qu'une telle situation était de nature à saper leurs efforts pour empêcher criminels et terroristes de pénétrer au Canada. Il apparaît que ce n'est pas la première fois que ce genre de situation se produit,.

## Incidences du sikhisme

### La question dukirpan
En Amérique du Nord, le couteau religieux des Sikhs, le kirpan, a été jugé comme étant une arme n'ayant pas sa place dans les transports aériens (ainsi d'ailleurs que dans les écoles et les tribunaux). À la suite des restrictions prises après le 11-Septembre, des Sikhs ont proposé que le kirpan soit remplacé par une mini-épée accrochée au bout d'une chaîne, mais cette solution ne semble pas avoir rencontré une adhésion universelle. L'Administration canadienne de la sûreté du transport aérien a décrété que les kirpans faisaient partie des « articles religieux et culturels » qui devaient se trouver emballés dans les bagages enregistrés. Par contre, sur les vols intérieurs d'Air India, le passager sikh peut porter sur lui son kirpan dans certaines limites,.

### La question du turban
Selon le code de conduite des sikhs, le turban, qui couvre et protège leur longue chevelure, ne doit en aucun cas, sous peine de déshonneur, être enlevé par quelqu'un d'autre qu'eux-mêmes ni être touché par des mains sales. L'agence nationale américaine de sécurité dans les transports a introduit dans les années 2000 un règlement particulier concernant l'examen du turban aux contrôles de sécurité aéroportuaires. Une souffleuse projette sur le couvre-chef de l'air qui est analysé pour voir s'il contient des traces de poudre ou de matières explosives. Demande peut être faite au porteur du turban de palper celui-ci, l'agent lui passant ensuite sur les mains un bout de coton qui sera inséré dans un détecteur de résidus chimiques.

## Incidences de la religion sur les repas

### Les cinq menus religieux

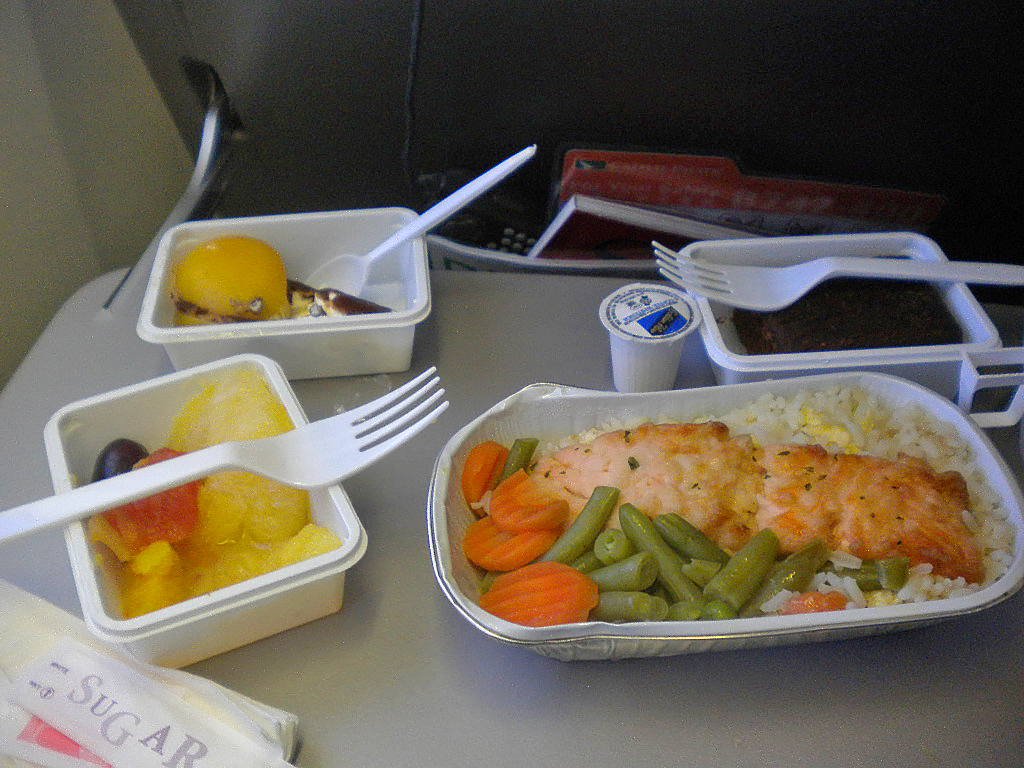
Repas casher servi en classe économique sur le vol 391 Pékin-Hong Kong de Cathay Pacific en 2013 : saumon grillé avec riz aux œufs frits et accompagnement de carottes et petits pois.

D'après une étude de chercheurs de l'université de Montréal portant sur le choix de menus proposés par un panel représentatif de 34 compagnies aériennes, on trouve cinq menus religieux parmi les 21 menus spéciaux recensés : hindou, casher, halal, végétarien hindou et végétalien jaïn (ce dernier destiné aux pratiquants du jaïnisme, lesquels ne peuvent rien manger de ce qui est vivant et rien de ce qui pousse sous terre). Aucune compagnie ne propose de menus pour les chrétiens, à l'exception d'Aeroflot en période de carême. Sur les 34 sociétés, 32 ont des menus pour les musulmans, 29 pour les juifs, 29 pour les hindous et 17 pour les jaïns,.
Selon les auteurs, plusieurs raisons influencent les compagnies aériennes dans leur décision de servir des repas confessionnels : la logique économique (il s'agit de ne pas perdre des clients) mais aussi la géographie, du fait que les repas sont proposés en fonction de l'importance numérique d'une communauté dans telle ou telle région. Un troisième facteur joue également : le facteur politique. Ainsi Egyptair et Turkish Airlines, au contraire de certaines compagnies moyen-orientales, proposent des repas casher car l'Égypte et la Turquie entretiennent des liens avec Israël,.
C'est l’Association internationale du transport aérien qui est à l'origine du choix des cinq menus religieux. Ce faisant, d'après les auteurs, elle exclut en quelque sorte certaines religions peu représentées, du champ des religions. En outre, leur choix serait responsable du fait que certaines compagnies proposent par défaut un menu halal, ce qui a pour effet de priver de porc ceux qui voudraient en manger (les athées, les agnostiques et les chrétiens),.

### Exemple d'Air France
Les repas standard comportent en général un choix entre un poisson et une viande, laquelle peut être du porc. Même s'ils prennent le poisson, certains clients exigent que le porc soit complètement exclu. Si cette réclamation est fréquente sur une ligne, la compagnie peut l'accepter, c'est le cas d'Air France sur les lignes vers l'Afrique. Cela n'est pas sans provoquer des protestations : ainsi à l'Assemblée nationale, où le gouvernement répond à une question sur le sujet en mettant en avant la légalité de la pratique, et chez certaines personnalités politiques,.
Les repas spéciaux sont faits pour les clients ayant une exigence alimentaire spécifique, soit d'origine médicale, soit d'origine religieuse.
Air France propose cinq repas pour régime médical et six repas pour conviction religieuse : végétarien indien (avec laitages, sans œufs) ; végétalien (sans laitages ni œufs) ; végétarien (avec laitages et œufs) ; hindou, avec des viandes mais sans bœuf ni porc ; sans porc et sans alcool ; casher. Il n'y a pas de repas halal.

## Religion et santé
La vaccination ne peut être forcée. Certaines personnes peuvent la refuser pour des raisons de santé ou religieuses. Si le vaccin est jugé nécessaire par le personnel médical, les personnes le refusant peuvent être isolées ou surveillées.

## Espaces de prière dans les aéroports

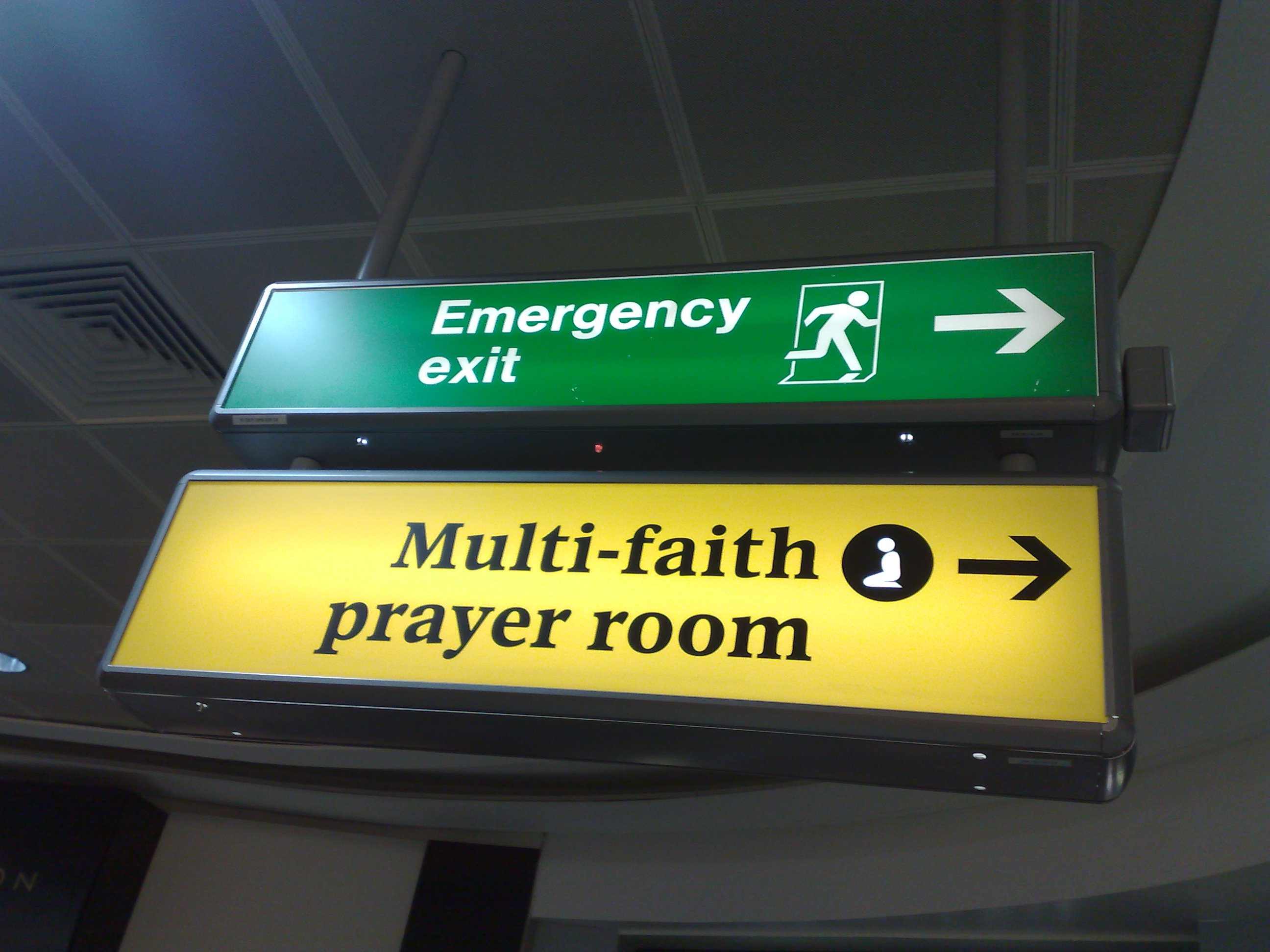
Signalisation d'un espace de prière multiconfessionnel à l'aéroport de Londres Heathrow.

Les transports aériens étant parfois anxiogènes pour certaines personnes et les aéroports des lieux réunissant des individualités et cultures multiples, divers aéroports mettent des salles ou espaces de prière à la disposition des fidèles. Ces espaces sont régis par l'Association internationale des chapelains de l'aviation civile (en anglais International Association of Civil Aviation Chaplains ou IACAC), une association multiconfessionnelle et internationale. L'espace de prière est indiqué par un pictogramme représentant une personne agenouillée,.
La première chapelle d'aéroport a ouvert en 1951 à l'Aéroport international de Boston-Logan, sous la direction du cardinal Cushing.

### En France
Il y a des espaces de prière dans plusieurs aéroports en France. Par exemple, dans les aéroports de Paris, on trouve différentes salles de prière, où des aumôniers de différentes confessions (catholique, israélite, musulmane et protestante) peuvent pratiquer des offices. L'aéroport de Nice comporte une salle de prière dédiée aux « trois religions monothéistes ».

### Dans le monde
Il existe des espaces de prière dans de nombreux aéroports à travers le monde, et non pas seulement dans des pays à religion d'État. Un ouvrage recensait en 2012, 130 aéroports membres de l'IACAC.
Les espaces de prière peuvent également contenir des espaces pour les ablutions, comme dans le cas de l'aéroport d'Abu Dhabi.